# Фраєнштайнау
Фраєнштайнау (нім. Freiensteinau) — громада в Німеччині, знаходиться в землі Гессен. Підпорядковується адміністративному округу Гіссен. Входить до складу району Фогельсберг.
Площа — 65,67 км2. Населення становить 3106 ос. (станом на 31 грудня 2020).